# Parc national de Buxa
Le parc national de Buxa est situé dans l'État du Bengale-Occidental en Inde. On y trouve notamment des éléphants, des cerfs aboyeurs.
Depuis 2018, il semblerait qu'aucun tigre n'ait été recensé.